# Пахомов, Иван Никитович
Иван Никитович Пахомов (15 сентября 1922, Белая Глина, Ставропольская губерния — 23 января 2018, Одесса) — советский и украинский правовед, доктор юридических наук (1964), профессор, академик, заведующий кафедрой правоведения в Одесском государственном экономическом университете, профессор кафедры административного и финансового права Одесской юридической академии, заслуженный деятель науки и техники Украины. Впервые в Украине Пахомов И. Н. написал учебник по административному праву на украинском языке.

## Биография
Родился 15 сентября 1922 года в селе Белая Глина Медвеженского уезда Ставропольской губернии (ныне Белоглинский район Краснодарского края).
После окончания школы служил в армии, участник Великой Отечественной войны, воевал до 1944 года, инвалид ВОВ, отмечен боевыми наградами.
В 1952 году защитил диссертацию «Акты советского государственного управления» и получил степень кандидата юридических наук.
В 1962—1964 годах обучался в докторантуре Московского государственного университета им. Ломоносова, где в 1964 году защитил докторскую диссертацию «Основные вопросы государственной службы в советском административном праве».
С 1966 года — зав. кафедры государственного и административного права Одесского университета.
В 1972 году начал преподавать в Одесском институте народного хозяйства, где с 1974 по 2011 год занимал должность зав. кафедры правоведения.

## Научная деятельность
Академик, профессор И. Н. Пахомов подготовил и опубликовал более 130 научных и научно-методических работ, в том числе 8 монографий. Он является автором нескольких учебников по административному праву, которые сейчас считаются классическими и с которых начинается подготовка профессиональных студентов-юристов. Его перу принадлежат, в частности, книги «Государственное управление: теория и практика» (1988) и «Основы права Украины» (1999).
Во времена независимого государства Иван Никитич был одним из тех, кто стоял у истоков украинской законодательной науки. Впервые в Украине Пахомов И. Н. написал учебник по административному праву на украинском языке. Так, в 1999 году профессор Иван Пахомов в соавторстве и под общей редакцией издал учебник «Основы права Украины». Кроме того, добросовестный исследователь и известный подвижник, он разработал проект Закона о государственной службе, который лег в основу действующего документа.
Академик, выдающийся научный деятель, юрист, профессор кафедры административного и финансового права судебно-административного факультета Одесской национальной юридической академии, которая является правопреемницей кафедры административного права и управления Одесского государственного университета им. И. И. Мечникова.
Впервые в Украине Пахомов И. Н. написал учебник по административному праву на украинском языке.

### Научные труды
Автор более 200 работ и 8 монографий, впервые на Украине написал учебник административного права на украинском языке, в 1999 году под его редакцией вышел учебник «Основы права Украины».
Отдельные труды:
- Рецензия / И. Н. Пахомов. — М. : [б.и.], 1956. — С. 135—137, Оттиск из журн.: Советское государство и право/ АН СССР.- 1956.- № 8. На кн.: С. Г. Березовская, Прокурорский надзор в советском государственном управлении, Госюриздат, М., 1954, 106с. — с дарств. надписью П. П. Михайленко
- Исполком сельского Совета. Ответственный редактор Б. М. Бабий. / П. Е. Недбайло, И. Н. Пахомов, 1957, 51 с.[3]
- Правовые акты исполкомов местных Советов / И. Н. Пахомов ; Львовский гос. ун-т им. Ивана Франко. — Л. : Издательство Львовского ун-та, 1958. — 92 с.
- О содержании советского государственного управления в условиях общенародного государства / И. Н. Пахомов. — М. : [б.и.], 1963. — С. 16-26, Отдельный оттиск из журн.: Советское государство и право/ АН СССР.- 1963.- № 3
- Советская государственная служба (понятие и основные принципы) / И. Н. Пахомов; отв. ред. Д. Т. Яковенко ; Министерство охраны общественного порядка УССР. Высшая школа. — К. : [б.и.], 1964. — 92 с.
- Виды советских государственных служащих, их права и обязанности / И. Н. Пахомов. — Львов, 1965. — 71 с.[4]
- Государственное управление: теория и практика, 1988
- Впервые в Украине Пахомов И. Н. написал учебник по административному праву на украинском языке.
- Основы права Украины, 1999
- Кодекс законов о труде Украины: науч.-практ. комментарий / подгот. П. Н. Говэнко и др.; ред. И. Н. Пахомов.- 3.изд., доп. и перераб. — Х. : Одиссей, 2003. — 863 с. — ISBN 966-633-191-8

Автор ряда академических лекций лично прочитанных в ведущих Университетах за рубежом и прочих учебных заведениях мира.

## Отдельные награды и премии
- Заслуженный деятель науки и техники Украины (1993)
- Орден «За заслуги» II степени (2011)
- Орден «За заслуги» III степени (2006) — «за особую мужественность и отвагу, несломленность духа в борьбе с фашистскими захватчиками в период Великой Отечественной войны 1941—1945 гг., и активную деятельность в ветеранских организациях»[5].
- Государственная стипендия (1996)[6]

и другие…